# Bezirk Gera

Länet Geras läge i DDR

Bezirk Gera var ett län (tyska: Bezirk) i Östtyskland med Gera som huvudort. Länet hade en area av 4 004 km² och 742 000 invånare (1989).

## Historia
Det grundades tillsammans med övriga 13 distrikt 25 juli 1952 och ersatte då de tidigare tyska delstaterna i Östtyskland. Större delen av Bezirk Geras territorium hade tidigare ingått i Land Thüringen.
Efter den tyska återföreningen (1990) avvecklades länet och området kom till den nyskapade förbundslandet Thüringen. 

## Administrativ indelning
Länet Gera delades in i två stadskretsar och elva distrikt/kretsar (tyska:Kreise).

### Stadskretsar i Bezirk Gera
- Gera
- Jena

### Distrikt i Bezirk Gera
| Distrikt (Kreis) | Huvudort   |
| Kreis Eisenberg  | Eisenberg  |
| Kreis Gera-Land  | Gera       |
| Kreis Greiz      | Greiz      |
| Kreis Jena-Land  | Jena       |
| Kreis Lobenstein | Lobenstein |
| Kreis Pößneck    | Pößneck    |
| Kreis Rudolstadt | Rudolstadt |
| Kreis Saalfeld   | Saalfeld   |
| Kreis Schleiz    | Schleiz    |
| Kreis Stadtroda  | Stadtroda  |
| Kreis Zeulenroda | Zeulenroda |